# Нефела (село)
Нефела (болг. Нефела) — село в Болгарии. Находится в Врачанской области, входит в общину Враца. Население составляет 620 человек.

## Политическая ситуация
В местном кметстве Нефела, в состав которого входит Нефела, должность кмета (старосты) исполняет Радослав Петров Котов (независимый) по результатам выборов правления кметства.
Кмет (мэр) общины Враца — Тотю Младенов Младенов (Граждане за европейское развитие Болгарии (ГЕРБ)) по результатам выборов в правление общины.